# Gaius Secius Campanus
Gaius Secius Campanus war ein im 1. Jahrhundert n. Chr. lebender römischer Politiker.
Durch ein Militärdiplom ist belegt, dass Campanus 86 zusammen mit Servius Cornelius Dolabella Petronianus Suffektkonsul war. Die beiden Konsuln sind in dieser Funktion auch durch die Arvalakten des Jahres 86 nachgewiesen. Der Name von Campanus ist in den Fasti Ostienses partiell erhalten.